# Sebastián Setti
Sebastián Andrés Setti (9 februari 1984) is een Argentijns voetballer die sinds januari 2011 onder contract staat bij het Oekraïense Tsjornomorets Odessa.
Setti is een middenvelder die vroeger onder meer speelde voor het Argentijnse Almagro, het Paraguayaanse Club Guaraní en het Belgische Antwerp FC
| Club       | Seizoen    | Totaal aantal wedstrijden | Competitie- wedstrijden | Doelpunten |   |   |
| ---------- | ---------- | ------------------------- | ----------------------- | ---------- | - | - |
| Antwerp FC | 2008-09    | 44                        | 37                      | 4          | 5 | 0 |
| Antwerp FC | 2009-10    | 14                        | 3                       | 0          | 0 | 0 |
| Totaal     |            | 58                        | 40                      | 4          | 5 | 0 |
| Bijgewerkt | 27-09-2009 |                           |                         |            |   |   |